# KS-12
KS-12は、アメリカ合衆国のカラシニコフUSAが製造しているボックスマガジンタイプの12ゲージセミオート式散弾銃である。

## 概要
2017年から製造されているサイガ12に類似しているセミオート式散弾銃。　　　　　　　　　　　　　　　　　　　　　
サイガ12と同様にAKシリーズの作動方式であり、調整可能なガスシステム、M4スタイルの伸縮式ストック、ピカティニーレールを備え、ほとんどのサイガ12のアクセサリーを使用できる。

## バリエーション
KS-12T(tactical)
18.25インチのバレル、伸縮式銃床を備えた基本モデル。
KS-12TSFS(tactical side folding shotgun)
折りたたみ、伸縮式銃床を備えたモデル。
KS-12TSFS FDE(tactical side folding shotgun FDE)
KS-12TSFSのFDEカラーモデル。
KS-12TSBS(tactical short barrel shotgun)
13.125インチのバレルを備えたモデル。